# Gregory Echenique
Gregory Echenique (Guatire, Venezuela, 23 de noviembre de 1990) es un jugador de baloncesto venezolano que pertenece a la plantilla de los Hiroshima Dragonflies de la B.League de Japón. Con 2,08 metros de estatura, juega en la posición de pívot.

## Trayectoria deportiva

### Universidad
Se trasladó a Estados Unidos para jugar con los Scarlet Knights de la Universidad Rutgers, donde permaneció dos temporadas, en las que promedió 9,2 puntos y 8,3 rebotes por partido.
En 2010 fue transferido a los Bluejays de la Universidad de Creighton, donde disputó tres temporadas más, en las que promedió 9,2 puntos y 8,3 rebotes por partido, siendo el líder de la Missouri Valley Conference en tapones en 2011, con 1,8 por partido.

### Profesional
En mayo de 2013 participó en unas pruebas con los Boston Celtics de la NBA de cara al próximo Draft de la NBA.
[actualizar]
En el año 2015 es seleccionado como novato del año en la Liga Profesional de Baloncesto de Venezuela con los Guaros de Lara.
Gregory Echenique en el 2016 se coronó campeón con los Guaros de Lara, donde fue pieza fundamental en el esquema del técnico argentino Néstor "che" García, y en esa edición fue líder en tapones con 1,6 por partido.
En 2017 conseguiría el bicampeonato de America pero esta vez con técnico diferente que fue George Arrieta, que tuvo un rol más ofensivo que defensivo, además gracias a excelente trabajo con el equipo crepuscular fue elegido para estar en el quinteto ideal de liga junto a Lucio Redivo, Carlos Arroyo, Gabriel Deck y su compañero de equipo Zach Graham.
[actualizar]
En 2019 firma por el Hiroshima Dragonflies de la B.League de Japón.

### Selección nacional
Fue el competidor más joven en el Torneo de las Américas de 2009 jugando para Venezuela. Participó en el FIBA Américas en el año 2011 y promedio 6,1 puntos por partido, 5,1 rebotes por partido y 0,8 asistencias por partido.
EN 2016 fue pieza vital de la selección de Venezuela que consiguió el campeonato sudamericano de baloncesto evento que se realizó en caracas, Venezuela consagrándolo como uno de los mejores centros de Sudamérica.
EN 2016 asistió con la selección nacional a los juegos olímpicos RIO 2016, además fue de los jugadores que más resalto en la selección de Venezuela y así terminando un año de muchos éxitos para el centro venezolano.